# Sinsheim
Sinsheim – miasto w Niemczech, w kraju związkowym Badenia-Wirtembergia, w rejencji Karlsruhe, w regionie Rhein-Neckar, w powiecie Rhein-Neckar, siedziba wspólnoty administracyjnej Sinsheim. Leży nad rzeką Elsenz, ok. 25 km na południowy wschód od Heidelbergu, przy autostradzie A6, drogach krajowych B292, B45 i linii kolejowej Bad Friedrichshall–Neckargemünd.
W Sinsheim znajduje się Muzeum Techniki (Technik Museum Sinsheim).

## Sport
Stadion w mieście to PreZero-Arena.
- SV Sinsheim - klub piłki siatkowej kobiet
- TSG 1899 Hoffenheim - klub piłki nożnej mężczyzn, od sezonu 2008/2009 występuje w Bundeslidze

## Współpraca
- Longué-Jumelles, Francja
- Barcs, Węgry

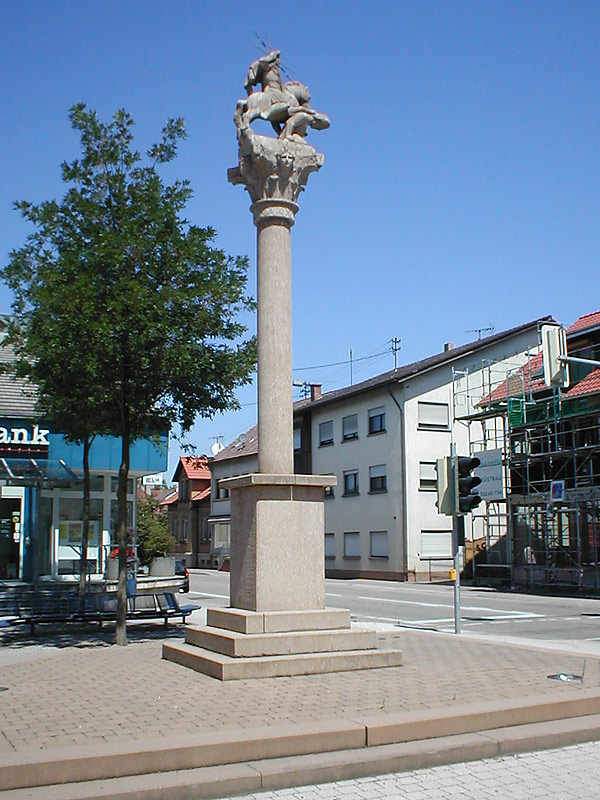
Kolumna Jowisza z II wieku w Sinsheim-Steinsfurt
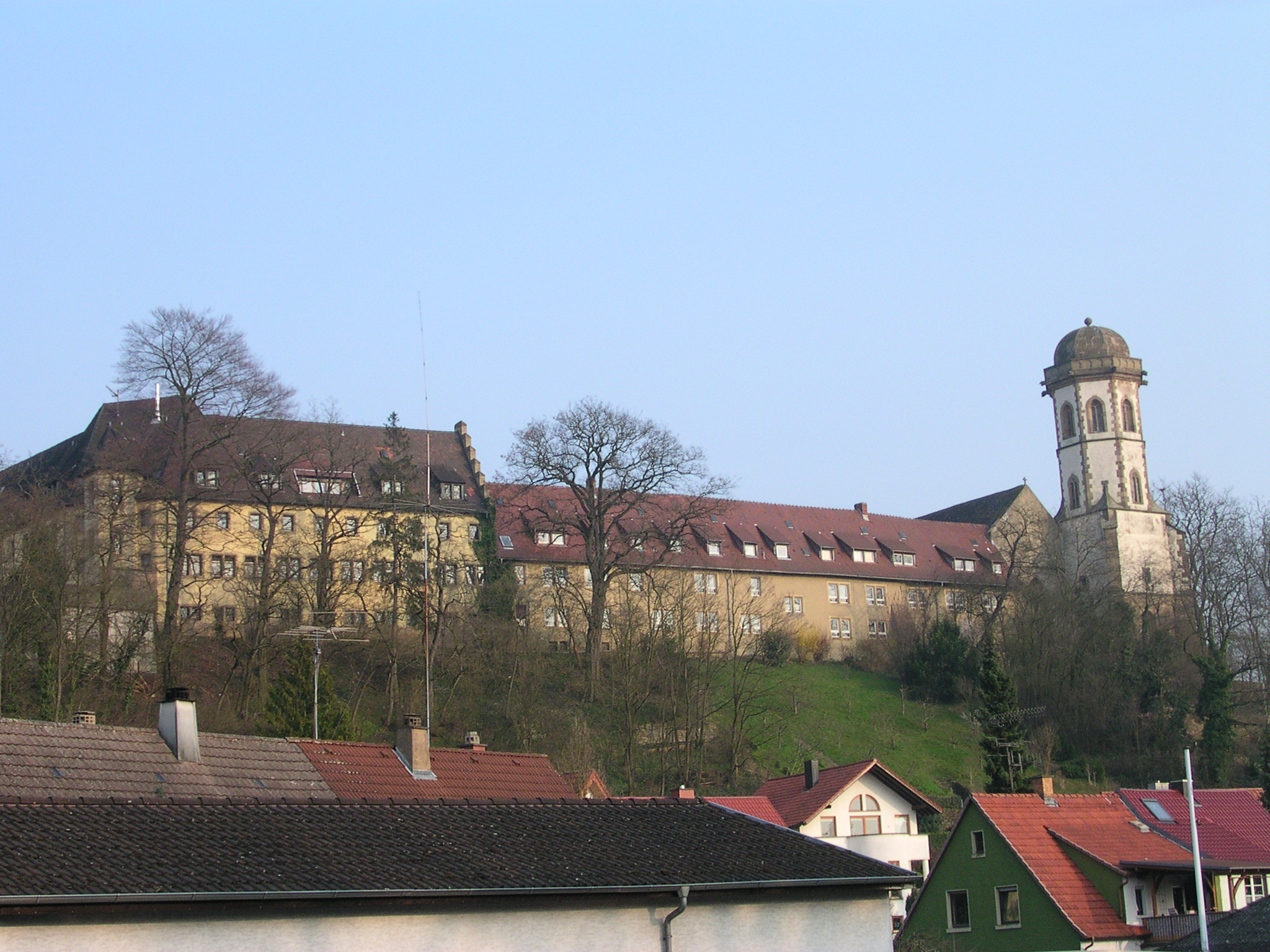
Dawny klasztor benedyktyński w Sinsheim
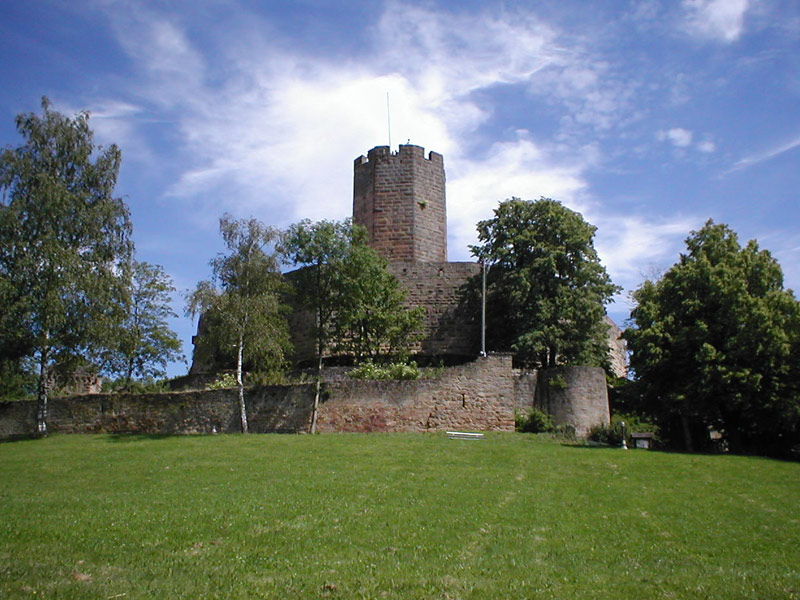
Zamek Steinsberg w Sinsheim-Weiler na najwyższym wzniesieniu wyżyny Kraichgau
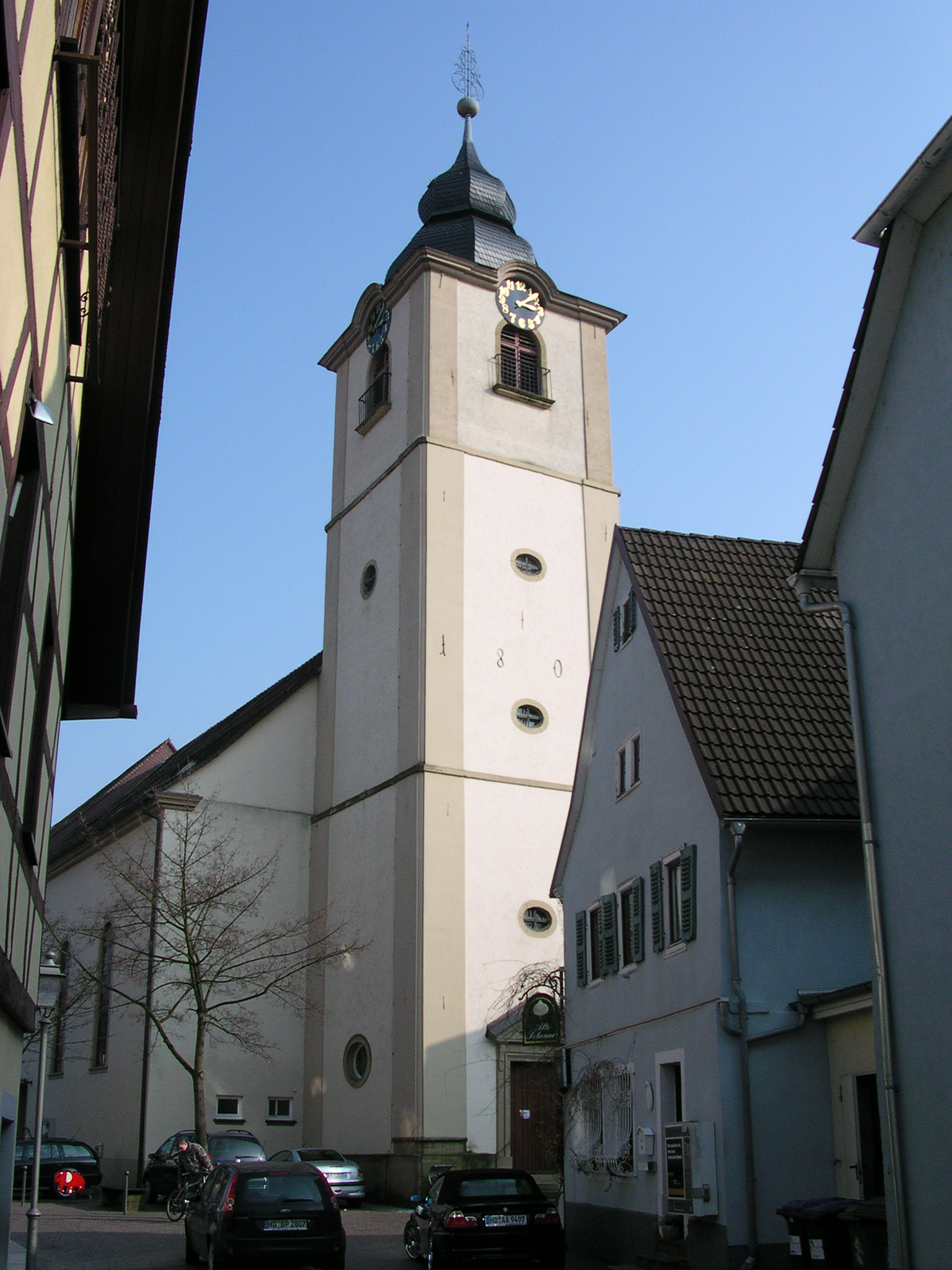
Ewangelicka fara w Sinsheim
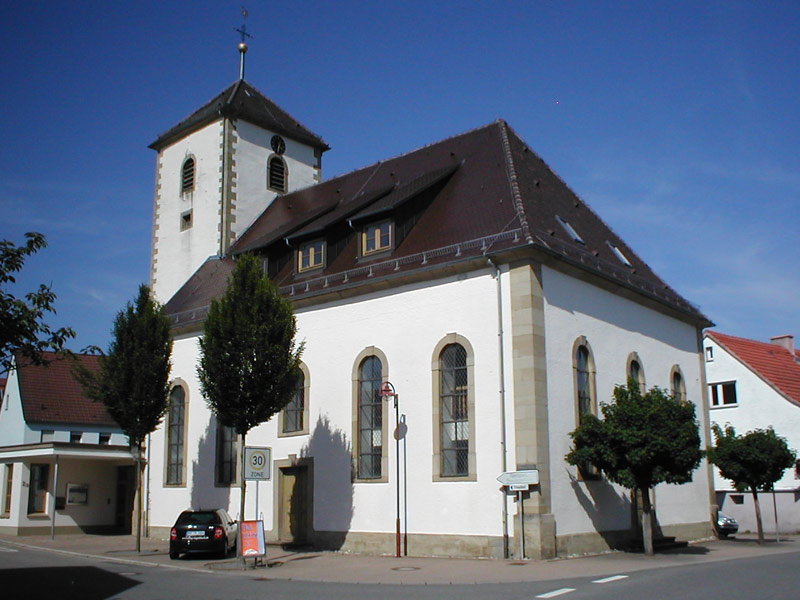
Kościół ewangelicki w Sinsheim-Ehrstädt
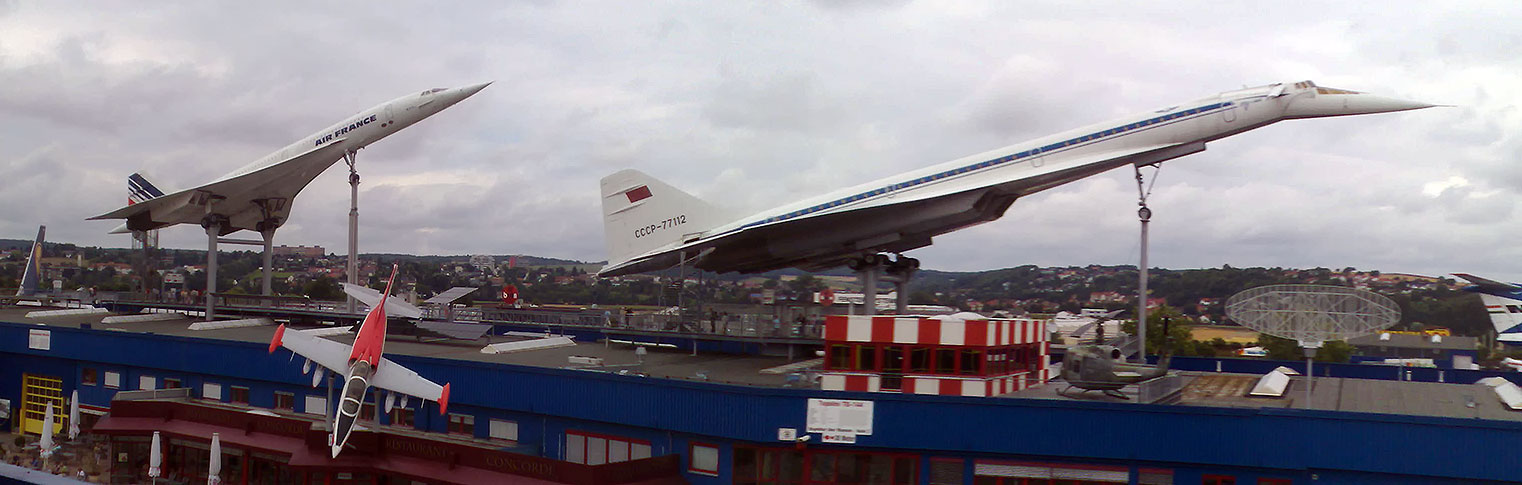
Concorde i Tu-144 w Muzeum Samochodów i Techniki
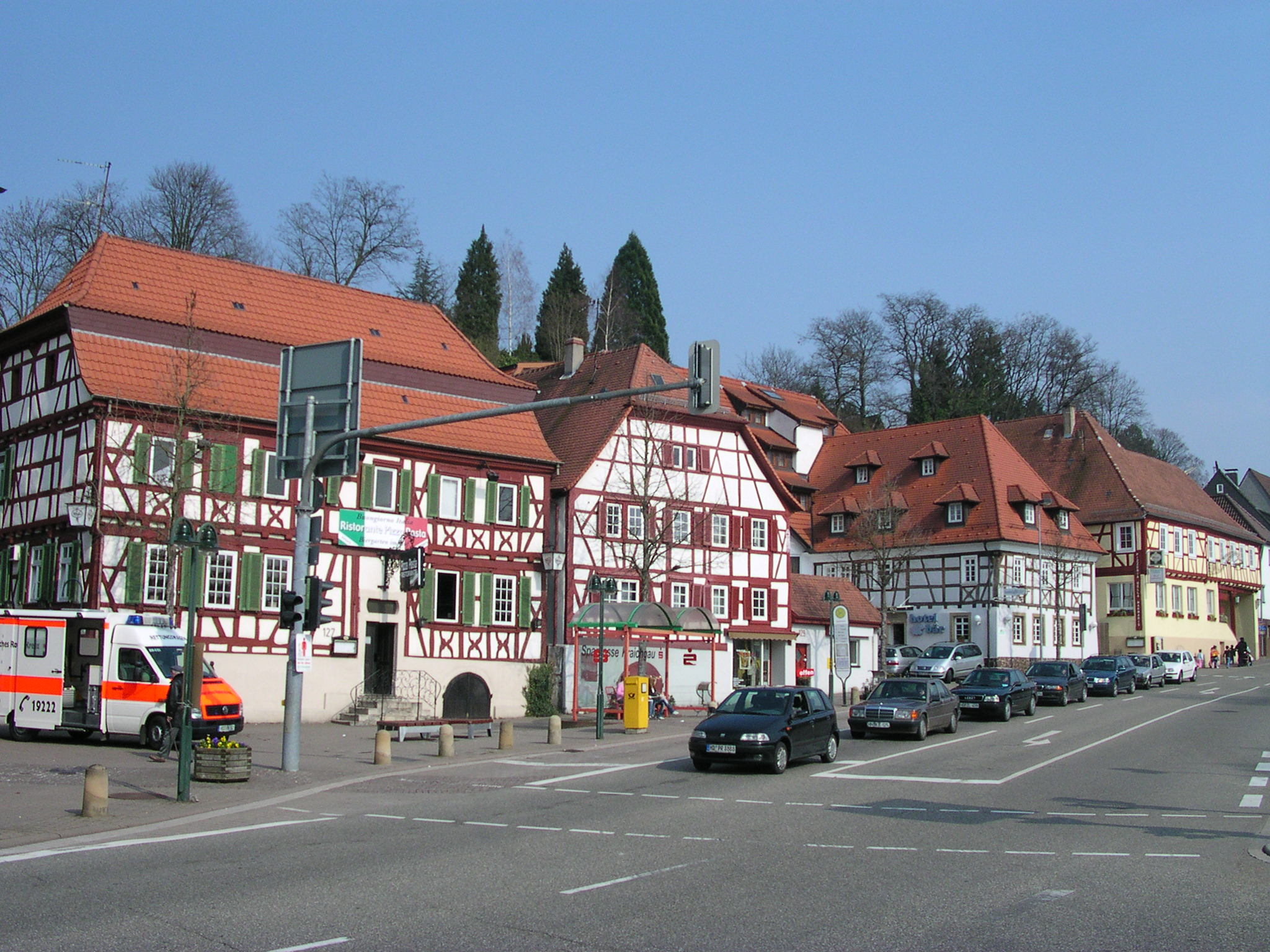
Zabytkowy zespół domów szachulcowych w Sinsheim
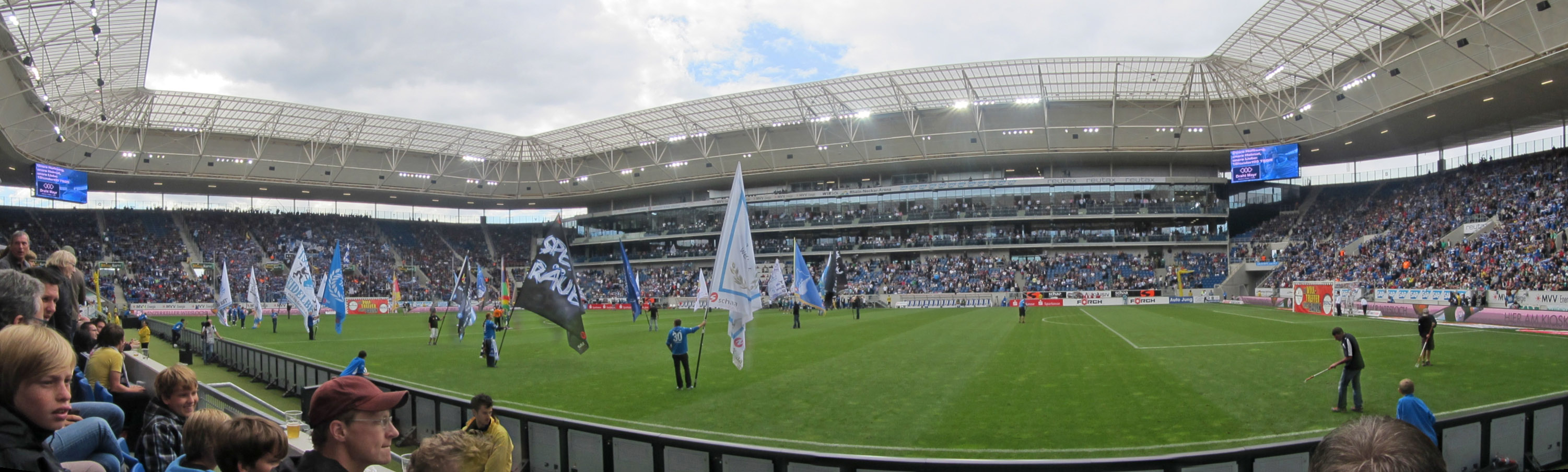
Stadion piłkarski PreZero-Arena